# Даяна Хамилтън
Даяна Хамилтън (на английски: Diana Hamilton) е плодовита английска писателка на произведения в жанра любовен роман.

## Биография и творчество
Даяна Хамилтън е родена в Англия. Израства сред книгите и само пише истории. След завършване на гимназията учи в художествен колеж специалност „Рекламен копирайтинг“. След дипломирането си работи като копирайтър.
Омъжва се за съпруга си Питър, с когото имат три деца – Ребека и Пол, докато живеят в Уелс, и Андрю, след като се връщат да живеят в Шропшър. В средата на 70-те започва да пише истории, които да чете на трите си деца преди лягане. В следващите години продължава да комбинира отглеждането на децата, градинарството и готвенето за ресторанта на местна странноприемница с увлечението си да пише романи.
Първият ѝ роман „Song in a Strange Land“ (Песен в странна земя) е издаден през 1986 г. Авторка е на над 50 любовни романа.
Даяна Хамилтън умира на 3 май 2009 г. в Шропшър.

## Произведения
частично представяне

### Самостоятелни романи
- Song in a Strange Land (1986)
- Impulsive Attraction (1987)
- Dark Charade (1987)
- Painted Lady (1988)
- The Wild Side (1988)
- A Secure Marriage (1989)
Откраднати мигове, изд.: „Арлекин България“, София (1994), прев. Искра Велинова
- Betrayal of Love (1989)
- Passionate Awakening (1990)
- An Inconvenient Marriage (1990)
- The Devil His Due (1991)
- Games for Sophisticates (1991)
- Troubleshooter (1992)
- A Honeyed Seduction (1992)
- Savage Obsession (1992)
Дива страст, изд.: „Арлекин България“, София (1993), прев. Росица Елазар
- Threat from the Past (1993)
- Legacy of Shame (1993)
- Separate Rooms (1994)
- In Name Only (1994)
- The Last Illusion (1994)
- Waiting Game (1994)
- Hostage of Passion (1995)
- The Faithful Wife (1997)
- A Husband's Price (1998)
- The Bride Wore Scarlet (1998)
- The Christmas Child (2000)
- The Italian's Pleasure (2006) – със Сара Крейвън и Карол Маринели
- A Seasonal Secret (2007)
- The Spaniard's Virgin Housekeeper (2008)

### Сборници
- Solution, Marriage: Secure Marriage And Promise to Repay (1996) – с Аманда Браунинг
- Husbands and Wives (2000) – с Миранда Лий и Мишел Рийд
- Marriages by Arrangement (2000) – с Ан Уейл и Кати Уилямс
- Christmas Secrets (2002) – с Карол Мортимър и Катрин Спенсър
- Maybe Baby! (2002) – с Луси Гордън и Сюзън Нейпиър
- Marriage at His Convenience (2003) – със Сюзън Фокс и Миранда Лий
- The Italian's Pleasure (2006) – със Сара Крейвън и Карол Маринели
- Escape to Italian Idylls (2006) – със Сара Уд
- Christmas, Kids and Kisses (2006) – с Рене Рошел и Кейт Уокър
- His Convenient Woman (2007) – с Барбара Макмеън и Кати Уилямс
- A Spanish Passion (2009) – с Карол Маринели и Катрин Рос
- The Italian's Summer Seduction (2010) – с Мадлен Кер и Карън Ван Дер Зее